# جون بير (ناقد)
يعتبر جون برنارد بير الحائز على جائزة الزمالة الأكاديمية البريطانية (31 مارس 1926 - 10 ديسمبر 2017) ناقدًا أدبيًا بريطانيًا. اذ انه يعدُّ أستاذًا فخريًا للأدب الإنجليزي في جامعة كامبريدج وزميلًا في بيترهاوس، كامبريدج. حيث انه اشتهر بأنه باحث وناقد للعديد من الشعراء الرومانسيين بالأخص ويليام بليك، وصمويل تايلور كوليريدج، وويليام وردزورث. وقد نشر أيضًا في إي إم فورستر. في انتخب زميلاً للأكاديمية البريطانية عام 1994.
خدم بير في سلاح الجو الملكي البريطاني منذ عام 1946 إلى عام 1948. وكان زميلًا باحثًا مبتدئًا في كلية سانت جون، كامبريدج ، منذ ١٩٥٥ إلى ١٩٥٨. إضافة إلى أنه كان محاضرًا مساعدًا ثم محاضرًا في جامعة مانشستر بين عامي 1958 و١٩٦٤. منذ عام 1964 حتى تقاعده في عام ١٩٩٣، كان محاضرًا وقارئًا (١٩٧٨) وأستاذًا (١٩٨٧) للأدب الإنجليزي في جامعة كامبريدج. برنارد بير كان متزوجا من الناقد الأدبي جيليان بير، دي بي أي الذي كان يعد رئيسًا لجمعية تشارلز لامب من عام ١٩٨٩ حتى عام 2002 وزميلًا فخريًا في ليفرلم في فترة ما بين 1995 - 1996 وايضاً محاضرًا في ستانتون عام 2006 في فلسفة الدين في جامعة كامبريدج.

## الأعمال
- Coleridge, the Visionary, Chatto & Windus, 1959; Humanities Ebooks, 2007. (ردمك 978-1-84760-044-8)
- The Achievement of E. M. Forster, Chatto & Windus, 1962; Humanities Ebooks, 2007. (ردمك 978-1-84760-003-5)
- Blake's humanism, Manchester University Press/Barnes & Noble, 1968; Humanities Ebooks, 2007. (ردمك 978-1-84760-000-4)
- Blake's Visionary Universe, Manchester University Press/Barnes & Noble, 1969. (ردمك 0-7190-0390-3)
- Coleridge's Poetic Intelligence, Macmillan, 1977. (ردمك 0-333-21312-2)
- Wordsworth and the human heart, 1978. (ردمك 978-0-231-04646-6)
- Questioning Romanticism, Johns Hopkins University Press, 1995. (ردمك 0-8018-5052-5)
- Post-Romantic Consciousness: Dickens to Plath, Palgrave Macmillan, 2003. (ردمك 1-4039-0518-5)
- William Blake: a Literary Life, Palgrave Macmillan, 2005. (ردمك 978-1-4039-3954-8)

## الروابط الخارجية
- John Beer's biographical entry in the directory of the British Academy
- Biographical entry in Debrett's
- Report of death